# Михаило Мирон
Михаило Мирон је био српски пјесник и драмски писац. Рођен је у Пјешивци, Столац, 25. новембар 1879. Умро је у Сарајеву 16. априла 1964.

## Биографија
Потиче из фамилије Пичета. Име је сам касније промијенио у Мирон. 
Гимназију похађа и завршава у Мостару. На Бечком универзитету од 1905, студира филозофију и класичну филологију гдје брани докторску тезу Платон и Шопенхауер (1910). Послије Првог свјетског рата објављује двије збирке пјесама "Заратустрин рат", 1921. и "Романија", 1923. Написао је расправу Платон и Шопенхауер, 1923, којом је и докторирао на Бечком универзитету. Сарађује у Гајрету, уредника А. Хифзи Бјелевца, Народу Пере Слијепчевића, те је сарадник СПКД Просвјета.
Мироново дјело Старина Новак изведено је у Народном позоришту у Сарајеву 27. 11. 1927. године. 27.11.1930. изведен је Миронов Херцег Стјепан, а трагикомедија Ловци, играна је на сцени Сарајевског позоришта 12. 12. 1935. године. 
Радио је као професор у Тузли и Сарајеву до 1941, када је пензионисан.

## Књижевни рад
Књижевним радом почео се бавити веома рано. Као ученик објављује пјесме од 1902. у Босанској вили, Срђу, Српском књижевном гласнику, затим у Књижевној критици, на челу с Боривојем Јевтићем, часопису који је на извјестан начин настављао традиције Младе Босне. Био је члан Групе сарајевских књижевника, са Исаком Самоковлијом, Јованом Палавестром, Боривојем Јевтићем, Марком Марковићем, Хамидом Диздаром и другима. 

## Драмска дјела
- Старина Новак
- Херцег Стјепан
- Арслан-бег (1925)
- Стјепан Томашевић, посљедњи краљ босански
- Сократ
- Ловци (трагикомедија)